# Teateråret 1960

## Händelser

### Okänt datum
- Gösta Folke återvänder till Malmö stadsteater och efterträder Lars-Levi Læstadius som teaterchef
- Bernhard Sönnerstedt blir chef för Stora Teatern i Göteborg.
- Lars-Levi Læstadius blir chef för Stockholms stadsteater

## Priser och utmärkelser
- O'Neill-stipendiet tilldelas Ulf Palme
- Thaliapriset tilldelas skådespelaren Allan Edwall

## Årets uppsättningar

### Okänt datum
- Carl-Gustaf Lindstedt och Rune Mobergs pjäs Svenska Floyd uruppförds på Nöjeskatten i Stockholm

## Avlidna
- 12 mars – Erik Forslund, 81, svensk skådespelare.
- 22 november – Gustav Fonandern, 80, svensk sångare, underhållare och skådespelare.